# Božidar
Božidar  è un nome proprio di persona slavo maschile, attestato in varie lingue tra cui bulgaro, croato, macedone, serbo, sloveno e sorabo; in alfabeto cirillico è scritto Божидар. 

## Varianti
- Ipocoristici
  - Croato: Boško, Božo, Dado, Darko[1]
  - Macedone: Дарко (Darko)[1]
  - Serbo: Бошко (Boško), Божа (Boža), Божо (Božo), Дарко (Darko)[1]
  - Sloveno: Boško, Božo, Darko[1]
- Femminili
  - Serbo: Божидарка (Božidarka)[1]

### Varianti in altre lingue
- Polacco: Bożydar[1]

## Origine e diffusione
È una traduzione slava del nome Teodoro; vuol dire infatti "dono divino", "dono di Dio", dalle radici slave bozy ("divino", da cui anche Božena) e daru ("dono"). Oltre che con Teodoro, condivide il significato anche con Adeodato, Bogdan, Matteo e Dorotea.

## Onomastico
Il nome è adespota, non essendo portato da alcun santo; l'onomastico si può eventualmente festeggiare il 1º novembre, giorno di Ognissanti.

## Persone
- Božidar Avramov, cestista bulgaro

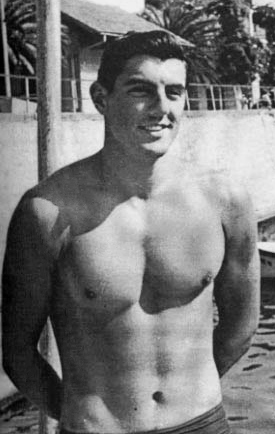
Božidar Stanišić

- Božidar Božilov, poeta, pubblicista, traduttore, critico letterario e drammaturgo bulgaro
- Božidar Ivanović, scacchista e politico montenegrino
- Božidar Kraev, calciatore bulgaro
- Božidar Maljković, allenatore di pallacanestro serbo
- Božidar Milojković, fumettista e illustratore serbo
- Božidar Pampulov, tennista bulgaro
- Božidar Rašica, architetto, pittore e scenografo croato
- Božidar Stanišić, scrittore, poeta e traduttore bosniaco
- Božidar Stanišić, pallanuotista e allenatore di pallanuoto jugoslavo

### Variante Božo
- Božo Bakota, calciatore jugoslavo
- Božo Mikulić, calciatore croato
- Božo Musa, calciatore croato
- Božo Petrov, psichiatra e politico croato